# The Brotherhood VI: Initiation
The Brotherhood VI - Initiation è un film del 2009 diretto da David DeCoteau. Si tratta del sesto ed ultimo film della serie horror omoerotica The Brotherhood iniziata nel 2001 con Stirpe di sangue.

## Trama
Un gruppo di ragazzi si reca in una capanna isolata nel bosco per celebrare il rito di iniziazione di una confraternita. Ben presto iniziano ad essere uccisi uno dopo l'altro per mano di un boscaiolo assetato di sangue. 

## Produzione
Secondo quanto dichiarato dal regista nei contenuti speciali del DVD, il film è stato girato nell'ottobre 2008 in soli quattro giorni.

## Citazioni cinematografiche
In una scena del film qualcuno afferma che il killer nel bosco potrebbe essere "un ragazzo con una maschera da hockey". Questa è una citazione del film Week-end di terrore (1982).